# Zdeněk Venera
Ing. Zdeněk Venera (* 20. září 1957 Hranice) je český hokejový trenér a bývalý extraligový hráč. Od 4. dubna 2018 je poté, co na vlastní žádost skončil u mužstva HC Olomouc, bez trvalého angažmá. V roce 2025 vstoupil do klubu legend české extraligy 

## Hráč
S hokejem začal v tehdejším Gottwaldově (dnešním Zlíně), postupně jako obránce nastupoval v mládežnických reprezentačních výběrech, k jeho největším úspěchům patřil start na Mistrovství Evropy osmnáctiletých v roce 1976. V domácí nejvyšší hokejové soutěži odehrál 457 utkání a vstřelil 43 branek. Aktivní hráčskou kariéru ukončil v Dánsku, s týmem Frederikshavnu získal mistrovský titul.

## Trenér
Svou trenérskou kariéru začal ve Vsetíně, posléze ve Zlíně, vždy s dorosteneckými týmy. Mužstvo dospělých začal trénovat v roce 1997 (Zlín).
S mužstvy PSG Zlín (1999), HC Energie Karlovy Vary (2008) a HC Kometa Brno (2012) se probojoval do finále extraligy, kde se mu však nepodařilo dosáhnout vítězství. Ve všech třech případech získal ocenění pro nejlepšího trenéra extraligy.  Kromě Zlína, Varů a Brna trénoval v extralize ještě Pardubice a Olomouc. 

## Osobní život
Zdeněk Venera je ženatý, má dva syny. 